# 백운동 (안산시)
백운동(白雲洞)은 경기도 안산시 단원구의 행정동이다.

## 개요
이 지역은 반월(안산)신도시 초기 형성된 교통과 재래시장의 중심지로서 소형 아파트 단지와 15개 동의 상가가 밀집한 지역이었으나, 2006년 하반기까지 진행된 재건축 사업에 따라 4개 단지의 대형 아파트 단지가 들어선 지역이다. 동 이름은 백운동 남서쪽의 백운공원에서 유래했다.

## 역사
- 조선시대에는 안산군 와리면 원상리와 모곡리라 칭했다.
- 1914년 3월 1일 부령 제111호에 따라 시흥군 군자면 원곡리로 개칭되었다.
- 1979년 경기도 반월지구출장소가 설치되면서 군자지소에 속하였다.
- 1986년 1월 1일 법률 제3798호에 의거 안산시 승격으로 군자동으로 개청되었다.
- 1988년 10월 1일 안산시 조례 제213호에 의거, 군자동 및 원곡동에서 원곡1, 2동이 분동됐다.
- 2017년 7월 1일 원곡1, 2동을 백운동으로 합쳤다.[2]

## 법정동
- 원곡동

## 교육
- 안산서초등학교
- 원곡초등학교
- 원곡중학교

## 아파트
| 단지명                              | 건설사            | 시행사                                   | 주소              | 주소   | 입주        | 비고                                                              |
| ----------------------------------- | ----------------- | ---------------------------------------- | ----------------- | ------ | ----------- | ----------------------------------------------------------------- |
| 안산 8차 푸르지오                   | 대우건설          | 원곡주공3단지 재건축조합                 | 단원구 원초로 9   | 원곡동 | 2006년 5월  | 원곡주공 3단지 재건축                                             |
| 초지역 메트로타운 푸르지오 에코단지 | 대우건설          | 초지연립1단지 주택재건축정비사업조합     | 단원구 화랑로 170 | 원곡동 | 2019년 6월  | 초지연립 1단지 재건축                                             |
| 안산 브리파크 푸르지오              | 대우건설          | 원곡연립1단지 주택재건축정비사업조합     | 단원구 라성로 15  | 원곡동 | 2023년 3월  | 원곡연립1단지 재건축                                              |
| e편한세상 초지역 센트럴포레         | 고려개발 대림산업 | 백운연립2단지 주택재건축정비사업조합     | 단원구 화랑로 102 | 원곡동 | 2021년 7월  | 백운연립2단지 재건축                                              |
| 원곡 벽산블루밍                     | 벽산건설          | 원곡주공 2단지 재건축조합                | 단원구 원선로 50  | 원곡동 | 2004년 7월  | 원곡주공 2단지 재건축                                             |
| 한화꿈에그린                        | ㈜한화 건설부문   | 원곡주공1단지(하) 주택재건축정비사업조합 | 단원구 원선1로 37 | 원곡동 | 2006년 4월  | 원곡주공 1단지 재건축 (상(上)단지 : 15∼34동, 하(下)단지 : 1∼14동) |
| 경남아너스빌                        | 경남기업㈜        | 원곡주공1단지(상) 재건축조합             | 단원구 원선1로 61 | 원곡동 | 2005년 10월 | 원곡주공 1단지 재건축 (상(上)단지 : 15∼34동, 하(下)단지 : 1∼14동) |